# Magellantaucher
Der Magellantaucher (Podiceps major, englisch great grebe; spanisch Somormujo macachón) ist die größte Art der Lappentaucher weltweit. Es existiert eine disjunkte Population mit Verbreitungsgebieten in Nordwest-Peru einerseits und dem Hauptverbreitungsgebiet im extremen Südosten von Brasilien bis Patagonien und Zentral-Chile andererseits. Die Population in Süd-Chile gilt als separate Unterart, Podiceps major navasi.

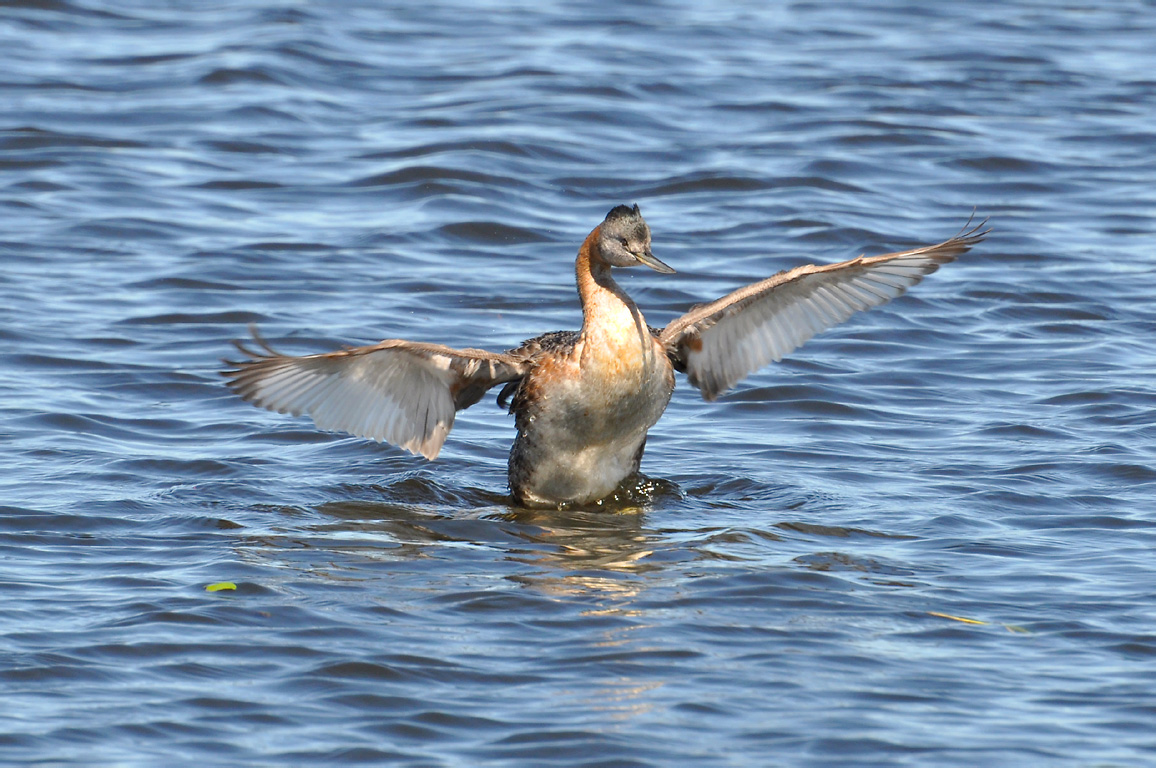
In Rio Grande do Sul, Brazil

## Merkmale
Der Magellantaucher erinnert in seinen Proportionen eher an eine Gans oder einen Kormoran als an einen typischen Taucher. Er wird gewöhnlich 67–80 cm lang und erreicht ein Gewicht von 1600 g, kann aber bis zu 2 kg schwer werden. Das Gefieder ist blutig-rot am Nacken und an der Brust, schwarz am Rücken und weißlich am Bauch. Das Kopfgefieder ist rußgrau mit einem rötlich-braunen Auge. Aufgrund seiner Größe und der einzigartigen Färbung ist der Magellantaucher unverwechselbar.

## Lebensraum
Die Art lebt hauptsächlich auf offenen Gewässern. Die meisten Vögel halten sich auf Seen in niedrigen Höhenlagen und langsamfließenden Flüssen, oft in Waldgebieten, auf sowie in Ästuaren. Während der Brutzeit kommen die Vögel oft in dicht bewachsene Buchten größerer Seen. Außerhalb der Brutsaison leben die meisten Tiere in Ästuaren und Meeresbuchten, vor allem im Bereich von ausgedehnten Kelpwäldern. Nicht brütende Vögel leben das ganze Jahr über an der Küste.
Die Vögel sind weitverbreitet und häufig innerhalb ihres Verbreitungsgebiets. Besonders im südlichen Teil des Verbreitungsgebiets ist die Umwelt vielerorts auch noch naturbelassen.

## Lebensweise

### Nahrung
Der Magellantaucher ernährt sich hauptsächlich von Fisch, mit Größen bis 11 cm Länge. Gelegentlich kommt es zu Nahrungskonkurrenz mit Olivenscharben, wobei diese Art gewöhnlich größere Fische erbeutet – trotz kleinerer Körpermaße. Außerdem werden Insekten, Krebstiere und Mollusken erbeutet. Im Winter kann die Nahrung an der Küste bis zur Hälfte aus Krabben bestehen. Gelegentlich werden auch Jungvögel anderer Wasservögel erbeutet, meist von Blässhühnern.

### Brutverhalten
Die Vögel leben außerhalb der Brutzeit in großen Gruppen. Zur Brutzeit ziehen sie ins Inland. Die meisten Tiere brüten zwischen Oktober und Januar, wobei sich die Brutzeit nach hinten verschiebt, je weiter man nach Süden geht. In der isolierten Population in Peru beginnt das Nisten bereits im September oder Oktober und in guten Jahren gibt es eine zweite Brut im Januar oder Februar. Die Art ist relativ sozial in der Brutzeit, gelegentlich bilden sich kleine Kolonien. Drei bis fünf Eier bilden ein Gelege, oft werden zwei Bruten gleichzeitig aufgezogen.

## Unterarten
- P. m. major (Boddaert, 1783)[3], West Peru, Paraguay, Südost-Brasilien, Uruguay, Zentral-Chile & Süd-Argentinien
- P. m. navasi (Manghi, 1984)[4], Süd-Chile

## Etymologie und Forschungsgeschichte
Die Erstbeschreibung des Magellantauchers erfolgte 1783 durch Pieter Boddaert unter dem wissenschaftlichen Namen Colymbus major. Als Verbreitungsgebiet gab er irrtümlich Cayenne an und bezog sich dabei auf Le Grande Grèbe von Georges-Louis Leclerc, Comte de Buffon. 1787 führte John Latham die Gattung Podiceps ein. Der Begriff hat seinen Ursprung in lateinisch podex, podicis, pes, pedis ‚Kloake, Annus, Fuß‘ bzw. πους, ποδος poys,  podos für Fuß. Der Artname major hat seinen Ursprung in lateinisch maior, maioris, magnus ‚größer, groß, mächtig‘. Schließlich ist navasi Jorge Rafael Navas (1921–2009) gewidmet. Alfred Laubmann führte die Art als ohne sicheren Beleg für Paraguay. Nur Macá del cornudo von Félix de Azara betrachtete er als potentiellen Nachweis.

## Einzelbelege
1. ↑  F. Llimona, J. del Hoyo, F. Jutglar, G.M. Kirwan: Great Grebe (Podiceps major). In: J. del Hoyo, A. Elliott, J. Sargatal, D.A. Christie, E. de Juana (Hrsg.): Handbook of the Birds of the World Alive. Lynx Edicions, Barcelona 2019 (englisch, hbw.com [abgerufen am 21. Februar 2019]).
2. ↑  Great Grebe (Podiceps major). In: T. S. Schulenberg (Hrsg.): Neotropical Birds Online. Cornell Lab of Ornithology, Ithaca, NY (englisch, cornell.edu [abgerufen am 21. Februar 2019]).
3. 1 2  Pieter Boddaert (1783), S. 24
4. 1 2  Maria Sofia Manghi (1984), S. 118
5. ↑  Georges-Louis Leclerc, Comte de Buffon (1781), S. 375
6. ↑  John Latham (1787), S. 294
7. ↑  Podiceps The Key to Scientific Names Edited by James A. Jobling
8. ↑  major The Key to Scientific Names Edited by James A. Jobling
9. ↑  Félix de Azara (1805), S. 457–464
10. ↑  Alfred Laubmann (1939), S. 65